# Коронавірусна хвороба 2019 у Перу
Спалах коронавірусної хвороби 2019 у Перу — це поширення пандемії коронавірусної хвороби 2019 на територію Перу. Перший випадок інфікування новим коронавірусом у країні зафіксовано 6 березня, коли у 25-річного чоловіка, який подорожував до Чехії, Франції та Іспанії, виявлено позитивний тест на коронавірус. 15 березня 2020 року президент країни Мартін Віскарра запровадив повне блокування роботи підприємств та установ, закриття кордонів країни, обмеження поїздок усередині країни, та заборону роботи установ та торговельних об'єктів, крім закладів охорони здоров'я, продуктових магазинів, аптек та фінансових установ. Перу виявилось однією з найбільш уражених коронавірусною хворобою країн у регіоні, та при населенні в 32 мільйони осіб, у ній зареєстровано на 24 травня 2020 року 119959 випадків коронавірусної хвороби, що значно більше, ніж у сусідніх країнах Південної Америки, за винятком Бразилії, яка значно випереджає Перу за кількістю населення. Станом на початок травня 2020 року в країні налічувалось 1002 ліжка у відділеннях інтенсивної терапії, до цього часу кількість апаратів штучної вентиляції легень у країні збільшилось від 40 до 540, постачання та обслуговування цих апаратів здійснювали військовослужбовці Збройних сил Перу. Станом на червень 2020 року у країні не вистачало кисню до кисневих апаратів.

## Передумови
COVID-19 з'явився в Перу на тлі політичної кризи, яка тривала з 2017 року, коли неоліберальна структура країни, створена втіленням «Плану Верде» колишнього президента Альберто Фухіморі, почала руйнуватися через численні корупційні скандали. Згідно з цією системою 75 % перуанців жили за рахунок неформальної економіки, яка перешкоджала ізоляції, охорона здоров'я в Перу була в основному приватизована та погано підготовлена, а мережі соціального захисту не були створені, що зрештою створило ідеальний шторм, який зробив жителів країни уразливими до поширення хвороби, та призвів одного з найвищих показників смертності від COVID-19 у світі.

## Хронологія

#### 2020

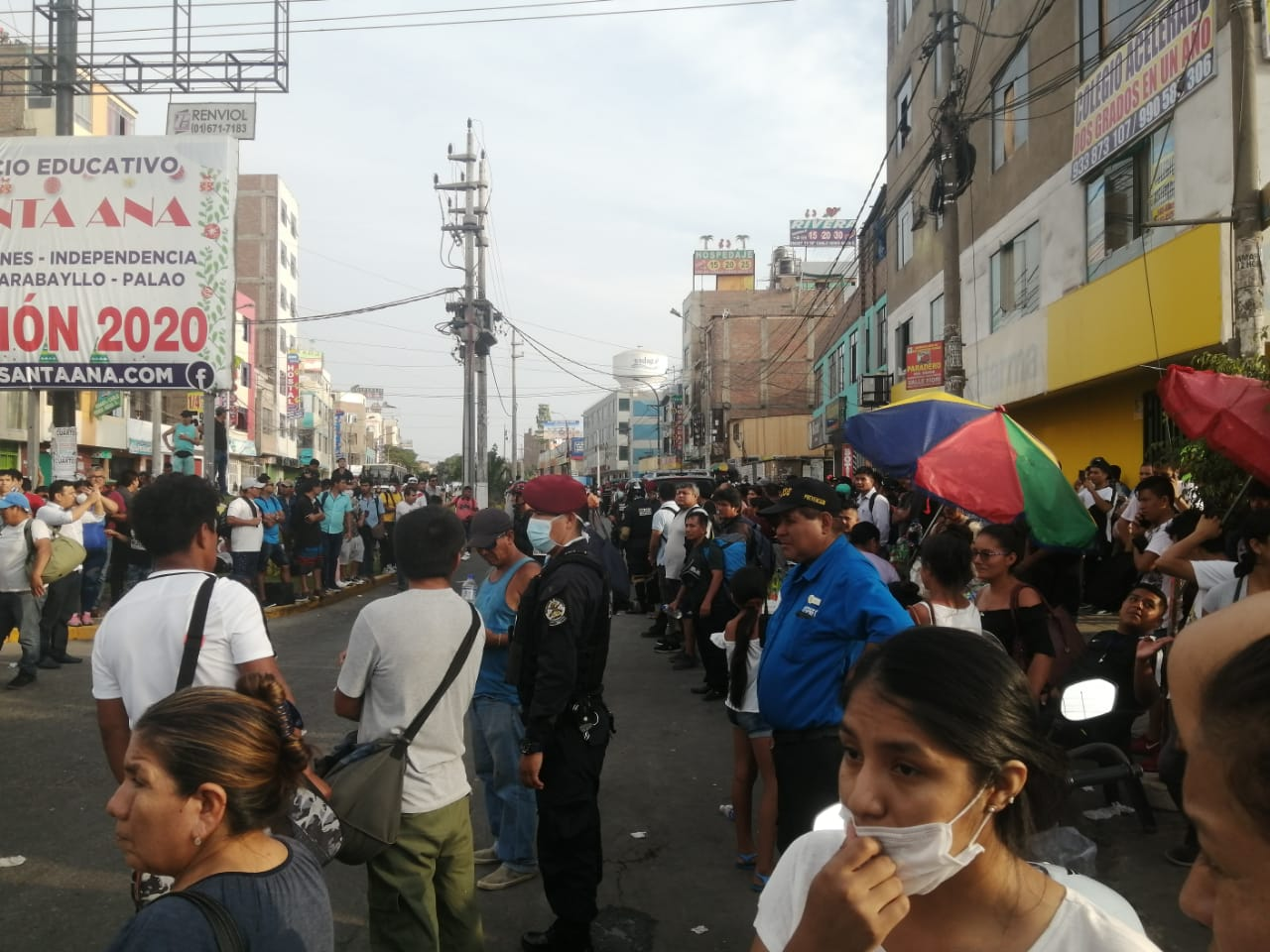
Люди на вулицях Ліми в захисних масках 16 березня 2020 року

6 березня повідомлено про виявлення першого випадку коронавірусної хвороби в країні. Ним виявився 25-річний чоловік, який до того подорожував до Чехії, Франції та Італії. На 10 березня  в Перу виявлено 11 випадків хвороби. 7 нових випадків були контактними із першим зареєстрованим хворим. Наступного дня зареєстровано 2 нових випадки захворювання. У зв'язку із початком пандемії коронавірусної хвороби уряд країни вирішив скасувати заняття у державних та приватних школах до 30 березня для попередження поширення інфекції.
15 березня президент країни Мартін Віскарра виступів зі зверненням до народу, в якому повідомив про оголошення загальнодержавного карантину тривалістю 15 діб з 16 березня 2020 року. Посилені заходи епідеміологічної безпеки введено в дію вже на 9 добу після виявлення першого хворого в країні. Заборонено також будь-які поїздки між провінціями та виїзд за кордон, зупинено авіаційний, водний, залізничний, автомобільний транспорт, та заборонено поїздки на приватних автомобілях.
16 березня група з 4 мексиканських туристів з Тамауліпаса, які відвідували Куско, не зуміли повернутися на батьківщину до 2 квітня, оскільки всі авіарейси були скасовані, а кордони Перу закриті. Окрім цього, кілька тисяч туристів із США, Австралії, Ізраїлю та Великої Британії, які перебували переважно в Куско та Лімі, не зуміли завчасно, за 24 години після оголошення про карантин та припинення міжнародного транспортного сполучення, виїхати з країни. Цього ж дня президент країни оголосив про надання одноразової допомоги сім'ям із важким фінансовим станом у розмірі 380 перуанських солів (106 доларів США) на період, коли більшість людей втратили можливість працювати. 17 березня, на другий повний день карантину, для отримання дозволу на вихід з дому громадяни повинні були заповнити спеціальну онлайн-форму. Військові проводили патрулювання вулиць Ліми, щоб запобігти несанкціонованому виходу громадян на вулицю. О 20 годині увечері 17 березня жителі Перу організували флешмоб, під час якого вони стали на своїх балконах та вікнах, щоб оплесками привітати медиків, військовослужбовців перуанських збройних сил, власників та продавців магазинів, та поліцейських, за їх роботу під час пандемії.
18 березня уряд країни посилив карантинні обмеження, запровадивши комендантську годину з 20 години вечора до 5 години ранку, коли громадянам узагалі заборонялось покидати своє помешкання. Чоловіка, який у цей час наважився винести сміття з квартири, затримав та пізніше заарештував наряд правоохоронців з десятком машин та мотоциклів. Цієї ночі ще 153 особи затримані поліцією за порушення комендантського часу в провінціях Ліма і Кальяо.
19 березня міністерство охорони здоров'я країни повідомило про першу смерть у країні від коронавірусної хвороби, померлим став 78-річний чоловік. Того ж дня повідомлено, що кількість померлих від коронавірусної хвороби в Перу зросла до 3.

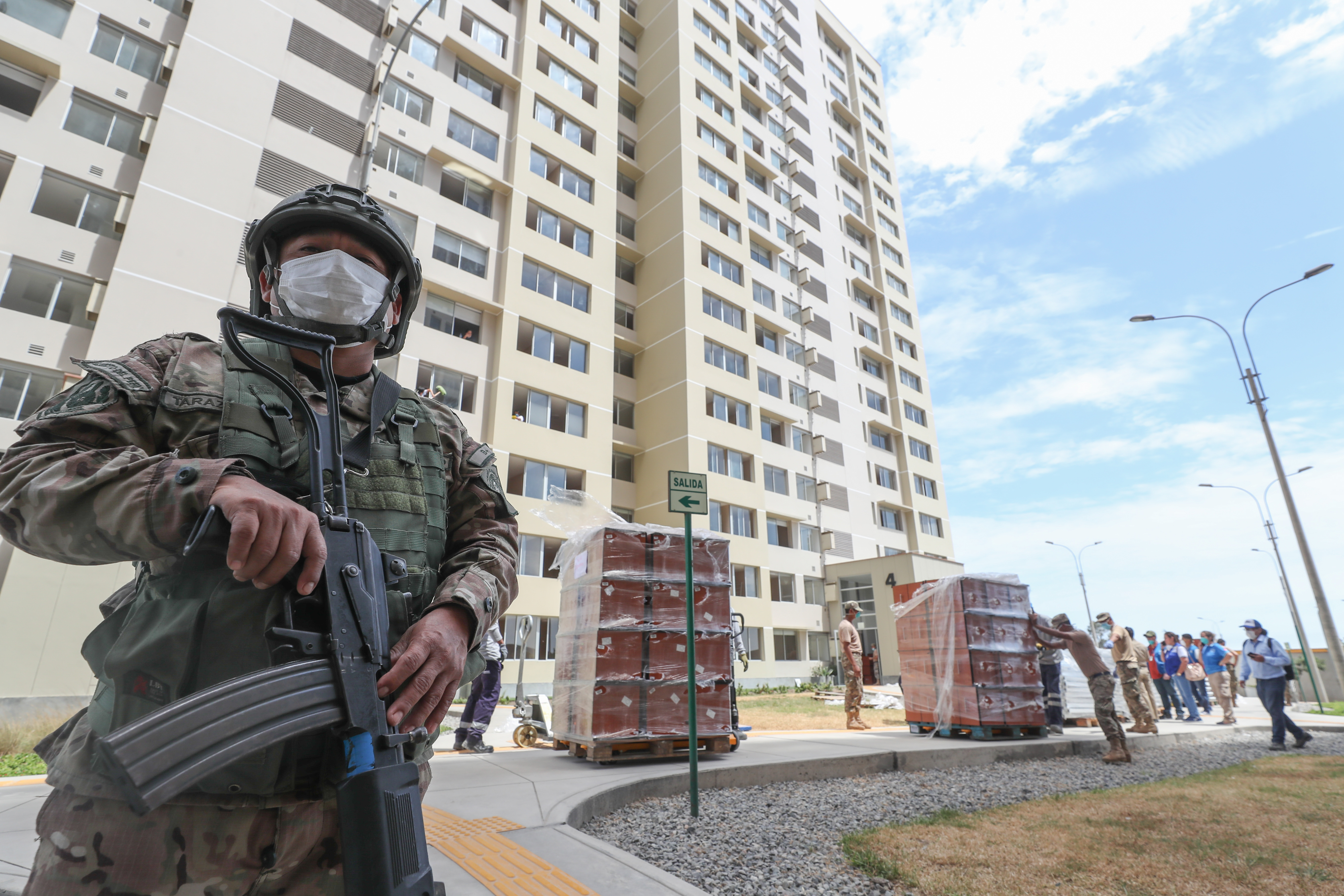
Перуанські військові перепрофільовують Віллу Панамерікана в Лімі на комлекс для лікування хворих коронавірусною хворобою на 3000 ліжок

20 березня президент країни Мартін Віскарра оголосив, що міністр охорони здоров'я країни Елізабет Хіностроса піде у відставку, а на її місце призначено Віктора Самору Месія, який, за словами президента, має більший досвід в роботі у галузі громадського здоров'я, та є більш підготовленим до роботи в умовах цієї пандемії. Президент також повідомив, що при дотриманні умов карантину всіма громадянами надзвичайний стан у країні може бути скасований за 15 днів карантину, послабивши його навіть на фоні введення сусідніми країнами, зокрема Чилі, надзвичайного стану на 90 днів. Президент Віскарра також видав указ про перепрофілювання готелю Вілла Панамерікана в Лімі, в якому жили учасники Панамериканських ігор 2019 року, на лікарняний комплекс для хворих коронавірусною хворобою на 3000 ліжок.
26 березня  президент Віскарра у зверненні до народу повідомив, що карантин буде продовжено на 13 днів до 12 квітня. Він також наголосив на значній кількості порушень карантинних заходів, особливо у регіоні Ла-Лібертад.
30 березня президент країни встановив додаткові карантинні обмеження, збільшивши час дії комендантської години з 16:00 у регіонах Ла-Лібертад, Лорето, П'юра і Тумбес; для решти території країни комендантський час встановлений з 18:00. Згідно нового розпорядження президента, продуктові магазини, які працювали до 16:00, скоротили час роботи до 15:00. Станом на цей день у країні виявлено 950 випадків коронавірусної хвороби, 24 хворих померли, 49 хворих знаходились у відділеннях інтенсивної терапії та 37 на апаратах штучного дихання.

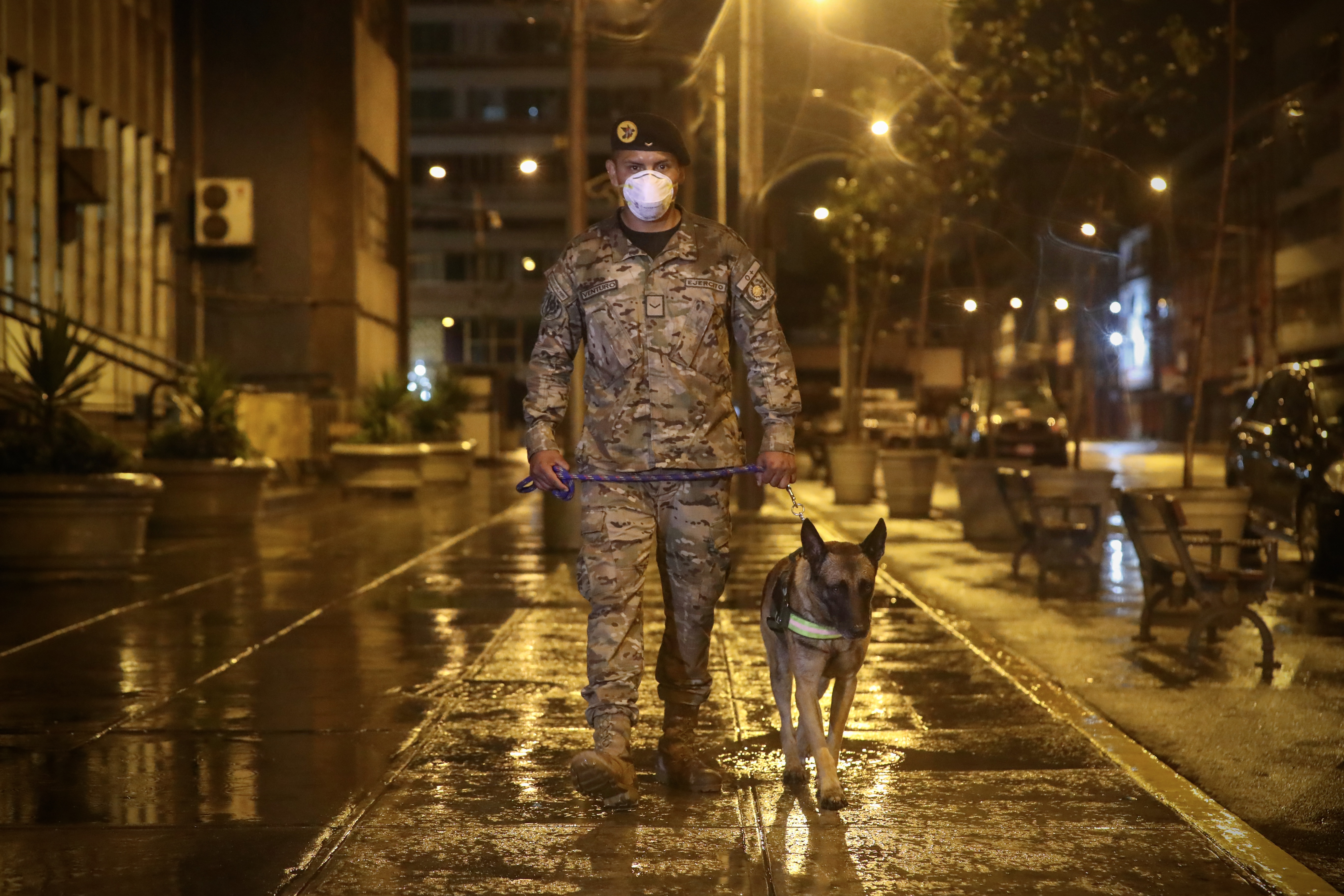
Військовослужбовець перуанської армії здійснює патрулювання вулиць зі службовою собакою 31 березня 2020 року

2 квітня президент країни повідомив, що в країні встановлено додаткові карантинні обмеження для того, щоб зменшити швидкість наростання нових випадків хвороби. Обмеження встановлюються по днях виходу з дому. Зокрема, чоловіки зможуть виходити з дому для придбання продуктів або ліків, чи для отримання грошей у банку в понеділок, середу та п'ятницю. Жінки зможуть вийти з дому лише у вівторок. четвер і суботу. У неділю вихід з дому заборонений для всіх громадян. Ці заходи мали на меті полегшити перевірку дотримання карантинного режиму та ідентифікації особи працівниками правоохоронних органів (зокрема замість перевірки номера IDN-картки особи за парним чи непарним номером), та зменшити кількість перевірок наполовину. Встановлено обов'язкове знаходження у громадських місцях у захисній масці, хоча поліція та військові примушували громадян виконувати це правило вже протягом кількох тижнів. На 31 березня у країні було зареєстровано 1414 випадків коронавірусної хвороби, 189 з них госпіталізовані, 51 з них знаходився у відділеннях інтенсивної терапії.
3 квітня уряд країни повідомив, що всім іноземцям, які на той час перебували в Перу, дозвіл на перебування у країні автоматично буде продовжений до закінчення надзвичайного стану. після завершення дії карантину всі іноземні громадяни будуть мати 45 діб для того. щоб покинути територію країни. На цей день Державний департамент США оголосив, що ним організовано вивезення з країни 4680 американських громадян чартерними рейсами з аеропорту імені Даллеса до Ліми і Куско.
7 квітня президент країни оголосив, що під час Страсного тижня у четвер і п'ятницю буде заборонено виходити з дому для будь-яких потреб.
8 квітня президент країни продовжив карантин ще на 2 тижні до 26 квітня. Цього дня міністерство охорони здоров'я країни підтвердило першу смерть медичного працівника, який безпосередньо брав участь у подоланні спалаху коронавірусної хвороби. Повідомлено, що це сталось у столичному районі Сан-Хуан-де-Луріганчо, повне ім'я померлого не називалось, опубліковані лише ініціали померлого.
10 квітня президент країни Віскарра повідомив, що в країні відмовляються від запропонованої раніше гендерної ротації щодо можливості виходу з дому за днями тижня, та повертаються до розпорядження, коли лише один член домогосподарства може виходити з дому щотижня, з понеділка по суботу. Частково це було пов'язано з тим, що у дні для виходу жінок вони створювали великі черги та тисняву в магазинах, що утруднювало дотримання правил безпечної дистанції між людьми.
22 квітня декан медичного коледжу із представниками працівників коледжу зустрівся з міністром охорони здоров'я країни Віктором Саморою із пропозицією продовжити карантин ще щонайменше на два тижні. Повідомлено, що в країні захворіли коронавірусною інфекцією 327 медпрацівників, з них 9 знаходиться на апараті штучної вентиляції легень, 69 з них в Лімі та 62 в Ікітосі.
23 квітня президент країни Мартін Віскарра оголосив про продовження карантину та надзвичайного стану ще на два тижні до 10 травня. У своєму виступі він мотивував прийняте рішення тим, що соціальне дистанціювання, носіння захисних масок у місцях загального користування, та обмеження скупчення людей, повинні тривати набагато довший термін, навіть після закінчення надзвичайного стану.
3 травня уряд Перу опублікував постанову, згідно якої буде відбуватися поступовий вихід економіки з умов карантину в чотири етапи. На першому етапі частина ресторанів та інших закладів громадського харчування можуть відновлювати свою роботу шляхом надання послуг доставки додому та онлайн-замовлень. Також на першому етапі дозволена частина готельних та туристичних послуг.
8 травня президент країни продовжив дію надзвичайного стану до 24 травня. У президентському указі зазначено, що для забезпечення дотримання надзвичайного стану залучаються 150 тисяч службовців національної поліції та військовослужбовців Збройних сил Перу. Президент країни повідомив, що з 11 травня заборона на вихід з дому розпочинається з 8 години вечора, що дозволить знизити концентрацію людей у банках, магазинах та на ринках. Ці зміни в часі дозволу виходу з дому не поширюється на регіони Лорето, Ла-Лібертад, Ламбаєке, Тумбес і П'юра, де продовжена заборона виходити з дому після 16:00. З 18 травня дітям до 14 років дозволено виходити з дому у супроводі дорослого не більш ніж на 30 хвилин, та не далі ніж на 500 метрів від дому.
11 травня встановлено обов'язкове одягання при знаходженні в магазинах захисник масок та рукавичок. Використання масок було обов'язковим з початку пандемії в країні 17 березня, а обов'язкове використання рукавичок було впроваджено в кількох містах та низці мереж магазинів протягом останнього тижня перед встановленням загальнонаціональної норми. Проте пізніше цього ж дня міністр охорони здоров'я країни визнав, що введення обов'язкового носіння рукавичок у магазинах є непотрібним, а в другій половині дня оголосив, що ця норма буде відмінена, оскільки вона є адміністративною помилкою.
22 травня президент країни Мартін Віскарра оголосив про продовження надзвичайного стану та карантинних заходів у Перу до 23:59 30 червня 2020 року.
Незважаючи на суворі карантинні заходи, зокрема закриття кордонів та комендантську годину, до 26 травня були зайняті 85 % місць у лікарнях із апаратами штучної вентиляції легень. Медичні експерти пояснюють важкість спалаху коронавірусної хвороби в Перу економічними причинами. Багатьом жителям країни необхідно щодня ходити на ринки, щоб купити продукти, оскільки лише 49 % домогосподарств мають холодильники або морозильні камери, навіть у містах цей показник сягає лише 61 %. Щоденно виникали також великі скупчення людей біля банків, тому що особи, які не мали особистих рахунків у банках, вимушені були вистоювати черги, щоб особисто отримати соціальну допомогу. Було зазначено, що рівень зараження був значно нижчим на великій висоті: лише 1062 випадки були зареєстровані в регіоні Куско до 31 травня.
1 червня міністр економіки оголосив про початок «другої фази відновлення економіки», відзначивши покращення зайнятості близько 1,5 мільйона працівників і відновлення 84 % виробництва перуанської економіки. Цей другий етап офіційно схвалено 4 червня Верховним указом № 101-2020-PCM, цей етап уповноважує міністерство промисловості розпоряджатися про початок діяльності виробничих і комерційних конгломератів за попередньою координацією з місцевою владою та відділами внутрішніх справ, оборони та охорони здоров'я. Однак цей етап не застосовуватиметься в департаментах Тумбес, Піура, Ламбаєке, Ла-Лібертад, Лорето, Укаялі, Іка та департаменті Анкаш у провінціях Санта, Уармей і Касма. Того ж дня міністр економіки Марія Антонієта Альва оголосила, що уряд готує програми державних видатків, які створюють робочі місця, і що це є частиною відновлення економіки, включаючи пріоритетне відновлення заходів технічної допомоги для виконання громадських робіт з деяких програм державних видатків.
1 липня уряд розпочав «третій етап відновлення економіки» на основі Верховного указу № 117-2020-PCM, цей етап передбачає відновлення близько 60 видів комерційної діяльності, які повинні відповідати «Рекомендаціям щодо нагляду за здоров'ям працівників у зоні ризику зараження COVID-19» та протоколів їх сектору, регіонами, які все ще будуть виключені з перезапуску діяльності, та в яких продовжать цільовий карантин, були Арекіпа, Іка, Хунін, Уануко, Сан-Мартін, Мадре де Діос і Анкаш.
Уряд продовжив карантин 31 липня до 31 серпня, і додав до списку провінції Тамбопата (у департаменті Мадре-де-Діос); Санта, Касма і Уараз (з департаменту Анкаш); провінції Маріскал Ньєто та Іло (в департаменті Мокегуа); провінція Такна (від департаменту Такна); провінції Куско і Ла Конвенсьйон (в департаменті Куско); провінції Сан-Роман і Пуно (в департаменті Пуно); провінція Уанкавеліка (у департаменті Уанкавеліка); провінції Кахамарка, Хаен і Сан-Ігнасіо (департаменту Кахамарка); провінції Багуа, Кондорканкі і Уткубамба (в департаменті Амазонас); і провінції Абанкай і Андауайлас (у департаменті Апурімак).
Міністерство охорони здоров'я Перу повідомило 13 серпня, що у Перу перевищено поріг у 500 тисяч випадків хвороби, зазначивши, що було зареєстровано 507996 випадків і 25648 смертей. 22 серпня щонайменше тринадцять людей загинули під час тисняви в районі Лос-Олівос у столиці країні Лімі.
Заходи з боротьби з поширенням хвороби продовжено на 90 днів: 28 серпня президент Перу Мартін Віскарра підписав Верховний указ про продовження надзвичайного стану в галузі охорони здоров'я в Перу на 90 днів, починаючи з вівторка, 8 вересня. Соціальне дистанціювання та використання масок на найближчий час у країні продовжуються. Міністерство охорони здоров'я Перу, Національний інститут охорони здоров'я та агентство соціального медичного страхування «EsSalud» продовжують розробляти та впроваджувати план дій щодо спостереження, стримування та догляду за новими випадками COVID-19 у Перу. Уряд Перу продовжує закуповувати необхідні товари та послуги, необхідні для боротьби з поширенням COVID-19.
22 грудня кількість підтверджених випадків COVID-19 у Перу досягла 1 мільйона.

### 2021
У січні міністр охорони здоров'я Пілар Маццетті повідомила про нестачу 110 тонн кисню щодня. Країна має можливість виробити 400 тонн, але для медичних потреб необхідно 510 тонн. Карантин продовжено до 28 лютого. Введення вакцини «BBIBP-CorV» почалося 9 лютого.
Міністр охорони здоров'я Пілар Маццетті та міністр закордонних справ Елізабет Астете пішли у відставку в лютому після того, як було показано, що політичний фаворитизм відіграв певну роль у застосуванні вакцин проти COVID-19.
5 травня Перу уклала контракт на додаткову поставку вакцини Pfizer, плануючи вакцинувати всіх жителів країни до кінця 2021 року.
У червні 2021 року уряд Перу переглянув кількість смертей від COVID-19, збільшивши офіційну кількість смертей з 69 тисяч до 187847. За даними Університету Джонса Гопкінса , Перу посідає перше місце в світі за рівнем смертності від коронавірусної хвороби на душу населення.

### 2022
4 січня 2022 року міністерство охорони здоров'я країни повідомило, що Перу переживає третю хвилю зараження внаслідок поширення домінуючого варіанту Омікрон, пояснивши, що показники зараження COVID-19 у країні зросли на 50 % порівняно з попередніми двома тижнями, тоді як кількість випадків у метрополійній території Ліми подвоїлася (59). Найбільше позитивних випадків припадає на штам Омікрон у Лімі.

## Заходи боротьби з хворобою

### Урядові заходи

#### Комендантська година
Уряд посилив карантин 18 березня, запровадивши комендантську годину з 20:00 до 5:00, громадянам заборонено виходити з дому. Чоловіка, який того вечора виносив сміття, загнали в кут десятки поліцейських машин і мотоциклів і заарештували. Ще 153 особи в провінціях Ліма і Кальяо були затримані тієї ночі за порушення комендантської години. 30 березня президент додатково продовжив комендантську годину (яка раніше діяла з 20:00 до 5:00 по всій країні), та переніс її початок з 16:00 для департаментів Ла-Лібертад, Лорето, Піура і Тумбес, і початок о 18:00 для решти країни, щоб ще більше обмежити рух. Унаслідок цього продуктові магазини, які раніше працювали до 16:00, закривалися о 15:00. Станом на цю дату було 950 позитивних тестів, 24 смерті, 49 хворих у відділенні реанімації, та 37 хворих на ШВЛ.
2 квітня президент у прямому ефірі повідомив на всю країну, що на решту 10 днів карантину додається ще одне обмеження, щоб згладити криву. Перебування поза домом буде обмежено днями. У понеділок, середу та п'ятницю лише чоловіки зможуть виходити з дому, щоб купити продукти, ліки, або піти в банк. У вівторок, четвер і суботу на вулицю пускали лише жінок. У неділю нікого не пускали. Ці обмеження мали на меті дозволити поліцейським і військовим легко ідентифікувати особу (а не інші, які вимагають більш точної ідентифікації, як-от парні та непарні номери ідентифікаційного номера кожної особи), а також зменшити кількість людей на вулиці на 50 %.
10 квітня президент Віскарра скасував раніше запропоновану гендерну ротацію та повернув розпорядження, що лише один член родини може залишати дім на тиждень з понеділка по суботу. Частково це було пов'язано з тими днями, коли жінкам було дозволено виходити, що завершилося довгими чергами та переповненими супермаркетами, що спричиняло труднощі з дотриманням правил соціального дистанціювання.
Президент країни 8 травня 2020 року повідомив про рішення продовжити надзвичайний стан до неділі, 24 травня. Зазначалося, що на вулицях будуть знаходитися 150 тисяч військовослужбовців нацполіції та Збройних сил, які отримали відповідні накази. Глава держави повідомив, що з понеділка, 11 травня, обов'язкова соціальна іммобілізація триватиме з 8 години вечора. Це дозволить розширити обслуговування в банках і на ринках, що зменшить концентрацію людей. Зміни в розкладі не стосуватимуться Лорето, Ла Лібертад, Ламбаєке, Тумбес і Піура, де обмеження діятиме з 4 години дня. Починаючи з понеділка, 18 числа цього місяця, дітям віком до 14 років буде дозволено у супроводі дорослих виходити на 30 хвилин для фізичних вправ на відстань не більше ніж 500 метрів від своїх домівок.

#### Масковий режим
11 травня було прийнято загальнонаціональний закон, який вимагає використання масок і рукавичок у супермаркетах. Використання масок було обов'язковим з початку карантину в країні 17 березня, а обов'язкове використання рукавичок було запроваджено самостійно частиною районів країни та ринків протягом останнього тижня. Пізніше протягом того ж дня міністр охорони здоров'я Віктор Саморра оголосив, що загальнонаціональний закон щодо використання рукавичок буде переглядатися, а в другій половині дня повідомив, що він більше не буде обов'язковим, пославшись на це як на адміністративну помилку.

### Медичні заходи

#### Розробка вакцини
4 квітня 2020 року міністерство охорони здоров'я повідомило, що Національному інституту здоров'я вдалося секвенувати повний геном COVID-19, визначивши, що вірус прибув до країни з Європи, і виявити 3 вектори (варіанти) того самого вірусу. Також інститут поділився цією генетичною інформацією з Міжнародною базою даних Глобальної ініціативи з обміну всіма даними про грип, щоб поглибити дослідження.
7 квітня 2020 року Перу приєднується до міжнародної гонки з розробки вакцини проти COVID-19, причому фармацевтична компанія «Farvet» і дослідницька група «Universidad Peruana Cayetano Heredia») стали першими (відомими на сьогоднішній день), які спільно розробили вакцину в Чинчі за допомогою обладнання з Німеччини. За словами виконавчого директора компанії «Farvet» Маноло Фернандеса, застосований метод є тим самим, який був успішно розроблений для інших типів коронавірусів, які спричинюють пневмонію у птахів, шляхом синтезу та виробництва білка під назвою «Spike S1», який запобігає розмноженню вірусу від приєднання до клітини та самовідтворення. Керівник лабораторії біоінформатики та молекулярної біології Мірко Зіміч зазначив, що перуанський штам дуже ідентичний ізольованому в Іспанії, і найбільшою перешкодою для якого є виробництво білка у великих кількостях. Також Національна рада з питань науки, технологій і технологічних інновацій опублікувала конкурс на проєкти спеціального реагування на COVID-19, отримавши близько 600 пропозицій, які змагалися за отримання 5 мільйонів солей (1,5 мільйона доларів) для фінансування проєктів. 17 травня вчені «Farvet» і «UPCH» оголосили про підвищення ефективності вакцини до 95 %, розглядаючи можливість зробити важливий внесок Перу в боротьбі з пандемією у світі.
5 червня Експериментальна станція наукових досліджень і генетичного вдосконалення альпак, що є свійськими тваринами з часів інків, відібрала чотирьох альпак для розробки нової вакцини, яку вона розробляла спільно з «Farvet» і «UPCH». Вони також про те, що ці альпаки мають здатність генерувати деякі типи антитіл, відомих як «нанотіла», які дуже маленькі та мають більший потенціал проти патогенів. Згідно з повідомленням інформагентства «Андіна», дослідження, проведені в США, Бельгії та Чилі, виявили подібні антитіла в лами та вікуньї. Препарати з крові тварин, імовірно, можна використовувати в інгаляторах або ін'єкційних препаратах для лікування інфікованих коронавірусом, оскільки Теодосіо Уанка з Національного інституту сільськогосподарських інновацій Перу стверджував, що перуанські верблюдоподібні мають однакові генетичні корені та антитіла.
7 серпня Національний інститут здоров'я повідомив, що почне розробку можливого лікування COVID-19 з використанням «рекомбінантних наноантитіл» від лами на прізвисько «Тіто». За даними Національного інституту сільськогосподарських інновацій, Перу володіє «єдиним у світі банком зародкової плазми південноамериканських верблюдів із 1700 зразками альпак і 1200 лам».

#### Доступні вакцини
У Перу доступні вакцини BBIBP-CorV, Pfizer–BioNTech і Oxford–AstraZeneca (надані через міжнародну ініціативу COVAX). Вакцини Janssen від COVID-19, Спутник V і Moderna також схвалені, але не застосовувалися.

## Вплив епідемії
Епідемія COVID-19 у Перу виявила слабкі сторони неоліберальної системи країни. Через кризи, що виникли незадовго до та під час епідемії, економічна та політична структура Перу різко змінилася.

### Економіка
Від 10 до 20 % перуанців переступили межу бідності у 2020 році, чим закінчилось десятиліття скорочення бідності в країні. За даними Інституту економіки та розвитку бізнесу Торгової палати Ліми, через кризу середній клас країни скоротився майже вдвічі з 43,6 % у 2019 році до 24 % у 2020 році, поставивши рубіж десятиліття економічного прогресу.
Європейський інвестиційний банк співпрацював із Банком розвитку Перу для допомоги малому бізнесу, який постраждав від економічних наслідків спалаху хвороби. 30 % кредиту в розмірі 100 мільйонів доларів, наданого Банком розвитку Перу, призначено підприємствам, які постраждали від пандемії COVID-19.

### Урядування
Хоча економічна статистика показує покращення економічних даних у Перу за останні десятиліття, багатство, зароблене між 1990 і 2020 роками, не було розподілено рівномірно по всій країні; рівень життя показав різницю між розвиненішою столицею Лімою та подібними прибережними регіонами, тоді як сільські провінції залишалися бідними. Пандемія COVID-19 ще більше посилила ці відмінності. Політолог, професор Фарід Кахат з Папського католицького університету Перу заявив, що «ринкові реформи в Перу дали позитивні результати з точки зору скорочення бідності... Але те, що пандемія оголила, особливо в Перу, це те, що бідність було зменшено, залишивши незмінним жалюгідний стан державних послуг – найочевидніше в справі охорони здоров'я». Після загальних виборів у Перу 2021 року багато перуанських політиків перестали спілкуватися з громадянами, більше зосередившись на збереженні своєї влади, ігноруючи проекти надання соціальної підтримки. Такі розбіжності, виявлені пандемією, підвищили популярність Педро Кастільйо під час загальних виборів у Перу 2021 року, сприяючи його обранню на пост президента Перу.

### Соціальний вплив
Оскільки в Перу спостерігався найвищий рівень смертності від пандемії COVID-19 у світі, протягом одного року майже 100 тисяч дітей у країні залишилися сиротами в результаті пандемії. У дослідженні, опублікованому в липні 2021 року в журналі «The Lancet», з 21 залученої країни в Перу спостерігався найвищий рівень смертності серед осіб, які доглядають за хворими; коефіцієнт постраждалих дітей складав у Перу 14,1 на 1000 дітей. Діти-сироти в Перу піддаються підвищеному ризику насильства; дівчаток можуть використовувати для сексуальної експлуатації, тоді як частину хлопців примушують працювати на нелегальних шахтах.
За даними Міністерства охорони здоров'я Перу, карантин збільшив кількість домашнього насильства в Перу. Локдаун також посилив депресію та тривогу серед дітей.